# Mylène Lazare
Pour les articles homonymes, voir Lazare (homonymie).
Mylène Lazare, née le 20 novembre 1987 à Lagny-sur-Marne, est une nageuse française.
Licenciée à l'ASPTT Montpellier puis à l'AASS Sarcelles Natation, elle est une spécialiste des épreuves de nage libre (50, 100 et 200 mètres). 
En 2008, pour sa 2e sélection en équipe de France, elle est championne d'Europe du relais 4 × 200 m nage libre.

## Biographie
En 2003, Mylène Lazare est vice-championne de France cadette du 200 m nage libre et 3e du 100 m nage libre et, l'année suivante, elle décroche le titre du 50 m nage libre et est vice-championne des 100 et 200 m nage libre. 
En 2005, chez les juniors, elle est championne du 200 m nage libre, vice-championne du 50 m nage libre et 3e du 100 m nage libre. 
Elle honore sa première sélection dans l'équipe de France senior aux Championnats d'Europe 2007 en petit bassin à Debrecen. Engagée dans l'épreuve du 200 m nage libre, elle ne parvient pas en finale, au cours de laquelle ses compatriotes Laure Manaudou et Coralie Balmy décrochent, respectivement, les médailles d'argent et de bronze, et termine à la 12e place.
Lors des Championnats d'Europe 2008 à Eindhoven, elle obtient son premier sacre international en remportant, avec le relais 4 × 200 m nage libre, le titre européen en 7 min 52 s 09, nouveau record de France, à exactement 2 secondes du record mondial détenu alors par le quatuor américain composé de Natalie Coughlin, Dana Vollmer, Lacey Nymeyer et Katie Hoff. 
Engagée également dans les épreuves du 100 m et 200 m nage libre, elle est éliminée lors des séries du 100 m et lors de la deuxième demi-finale du 200 m.
Après une fin de carrière sportive en novembre 2014, elle se reconvertit en entraîneur à Saint-Raphaël.

## Ses sélections
Championnats du Monde de Natation : Barcelone 2013
Jeux Olympiques : Londres 2012
Championnats d'Europe de Natation : Budapest 2010
Championnats du Monde en petit bassin : Dubaï 2010 
Championnats du Monde de Natation : Rome 2009
Championnats d'Europe de natation : Eindhoven 2008
Championnats d'Europe de natation en petit bassin : Debrecen 2007

## Palmarès

### En grand bassin
| Édition        | Épreuve              | Épreuve |
| Édition        | 4 × 200 m nage libre |         |
| Barcelone 2013 | Bronze 7 min 48 s 43 |         |

### En petit bassin
- Championnats du monde 2010 à Dubaï (Émirats arabes unis)
  -  Médaille de bronze du relais 4 × 200 m nage libre (7 min 38 s 33)

### Championnats d'Europe
| Épreuve / Édition    | Grand bassin     | Grand bassin     |                   | Petit bassin |
| Épreuve / Édition    | Eindhoven 2008   | Debrecen 2012    | Debrecen 2007     |              |
| 100 m nage libre     | 24e 56 s 47      | 26e 56 s 23      | -                 |              |
| 200 m nage libre     | 12e 2 min 1 s 05 | 13e 2 min 1 s 46 | 12e 1 min 57 s 46 |              |
| 4 × 200 m nage libre | Or 7 min 52 s 09 |                  | -                 |              |

### Championnats de France de natation
| Épreuve / Édition | Grand bassin   | Grand bassin | Grand bassin | Grand bassin       | Grand bassin   |                       | Petit bassin | Petit bassin | Petit bassin |
| Épreuve / Édition | Dunkerque 2004 | Nancy 2005   | Tours 2006   | Saint-Raphaël 2007 | Dunkerque 2008 | Chalon-sur-Saône 2005 | Istres 2006  | Nîmes 2007   |              |
| 50 m nage libre   | -              | -            | 8e           | 7e                 | -              | 6e                    | 7e           | 8e           |              |
| 100 m nage libre  | -              | -            | -            | 7e                 | 8e             | 3e                    | 4e           | 6e           |              |
| 200 m nage libre  | 8e             | 8e           | 8e           | 4e                 | 8e             | 6e                    | 5e           | 5e           |              |

## Records personnels
| Épreuve          | Temps         | Compétition                 | Lieu                  | Date            |
| 50 m nage libre  | 26 s 25       | Championnats de France 2007 | Saint-Raphaël, France | 24 juillet 2007 |
| 100 m nage libre | 55 s 40       | Championnats de France 2009 | Montpellier, France   | avril 2009      |
| 200 m nage libre | 1 min 59 s 16 | Championnats d'Irlande 2011 | Dublin, Irlande       | Juillet 2011    |

| Épreuve          | Temps         | Compétition                 | Lieu           | Date            |
| 50 m nage libre  | 25 s 55       | Championnats de France 2007 | Nîmes, France  | 7 décembre 2007 |
| 100 m nage libre | 54 s 36       | Championnats de France 2012 | Angers, France | décembre 2012   |
| 200 m nage libre | 1 min 56 s 51 | Championnats de France 2007 | Nîmes, France  | 8 décembre 2007 |

## Distinction
- Chevalier de l'ordre national du Mérite en 2013[5]